# 鶯色

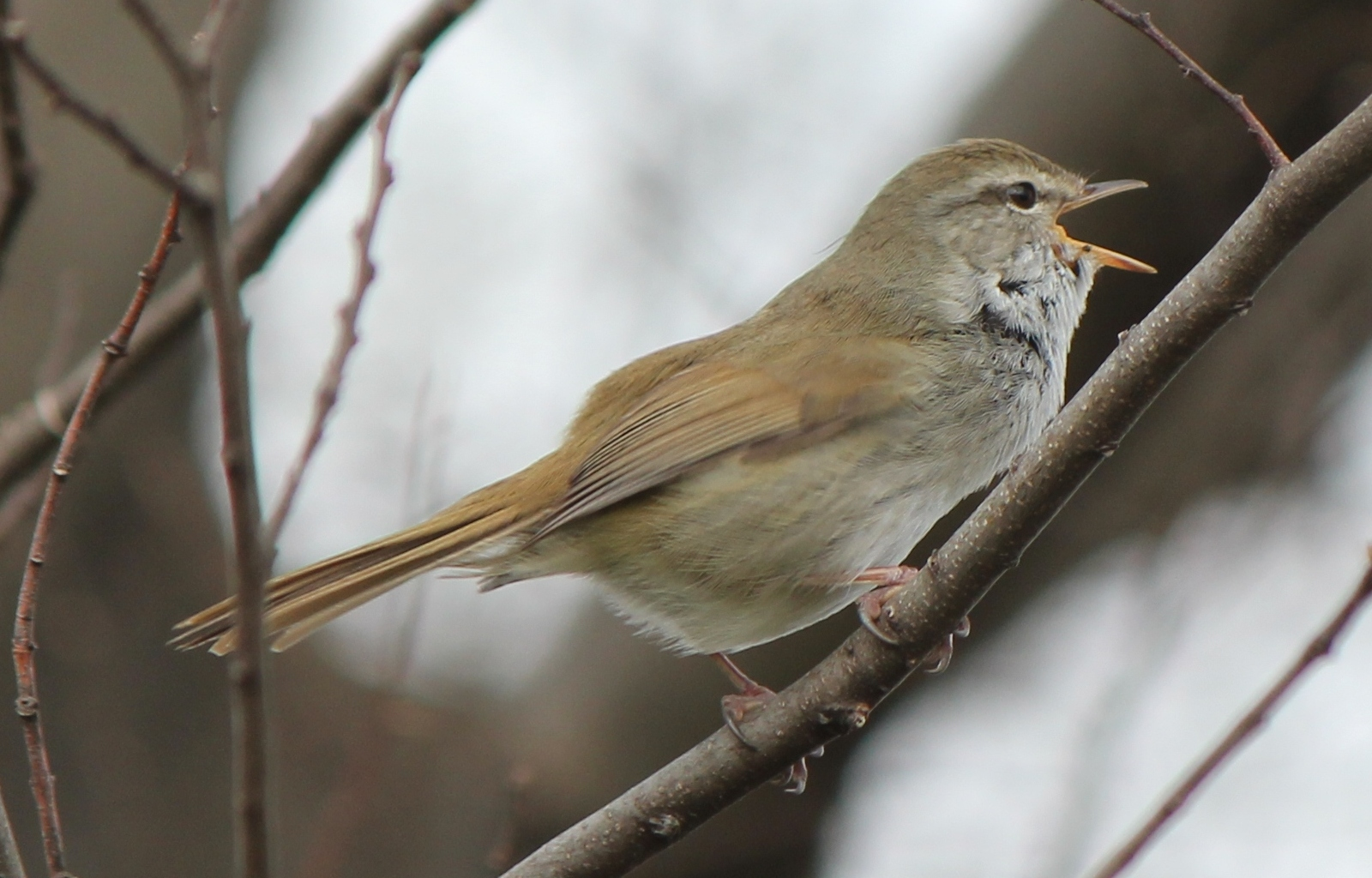
ウグイス

鶯色（うぐいすいろ）とは灰色がかった緑褐色を言う。
しかし、抹茶色に近い柔らかな黄緑色を連想する人もいる。
前者はウグイスの羽に忠実に取材した色であり、英語のオリーヴグリーン（olive-green未成熟のオリーブの果実の色）に近い。色名として正式に定義・分類されている名称としての「鶯色」。
後者はウグイスと同じく春先によく見かけられる野鳥のメジロの羽の色との混同が元。春らしい名前と色の組み合わせのため、商品名などで使用されている「鶯をイメージした色」。
また江戸時代中期には前者の色名「鶯色」がより茶色味がかった鶯茶（うぐいすちゃ）という色味が女性の普段着の色として大流行したため、当時は「鶯茶色」を「鶯色」という風潮があった。

## ウグイスとメジロ
日本では、鶯色というとメジロの体色のような色を連想する人も多い。これは、ウグイスとメジロが混同されて捉えられているからである。
ウグイスとメジロはともにスズメ目ウグイス上科に属するが、前者はウグイス科、後者はメジロ科に属し、ウグイスのほうが 2〜3cm ほど大柄（スズメとほぼ同じ大きさ）である。ともに日本ではよく見られる野鳥で雑食、春先になるとウグイスは繁殖行動のためにさえずりはじめ、メジロは人家の庭木の蜜を目当てに低地に姿を見せる。
そもそもこの二種が混同されるのは二種の外見と性質が問題であった。
メジロは日本人好みの柔らかな色調の黄緑の羽をしており、性格も活発で比較的慣れやすく、かつては愛玩用に飼育されることも多かった（現在は野鳥の飼育は原則禁止されている）。花樹の蜜を好むため、春先には庭に来て「チー、チー」とさえずりながら梅や椿の蜜を吸い、たまに花を散らしたりするのでよく目に付く。
一方、ウグイスは地味な灰がかった緑褐色の羽で非常に臆病な性質。人里の奥や藪の中で生息しており、なかなか姿を確認できない。オスは「ホーホケキョ」「谷渡り」と形容される朗々とした声で鳴く。
誤解の原因はどうやら片方が美声、他方が目立つ外見を持つことに由来するようだ。
庭の片隅の藪からウグイスの声が聞こえた時、すぐ目に付く満開の梅の花をメジロが荒らして逃げていったとしたら、朗々たる美声の主を美しい黄緑色の小鳥だと勘違いしても不思議はない。
日本でよく似合っている物同士を指して引き合いに出される「梅にウグイス」も、日本画では茶褐色のウグイスが描かれるが、広く用いられる花札の同趣向のカードではウグイスのはずの小鳥は黄緑色に塗られている。和菓子で「ウグイス〜」とつくものもほとんどが食欲をそそるような黄緑色をしており、よく梅を象った菓子と並べてある。蜜を好むメジロと違ってウグイスは昆虫を主に食べているため、積極的に梅の木にとまることはない。

## 近似色
- 茶色